# رأس طبرقة

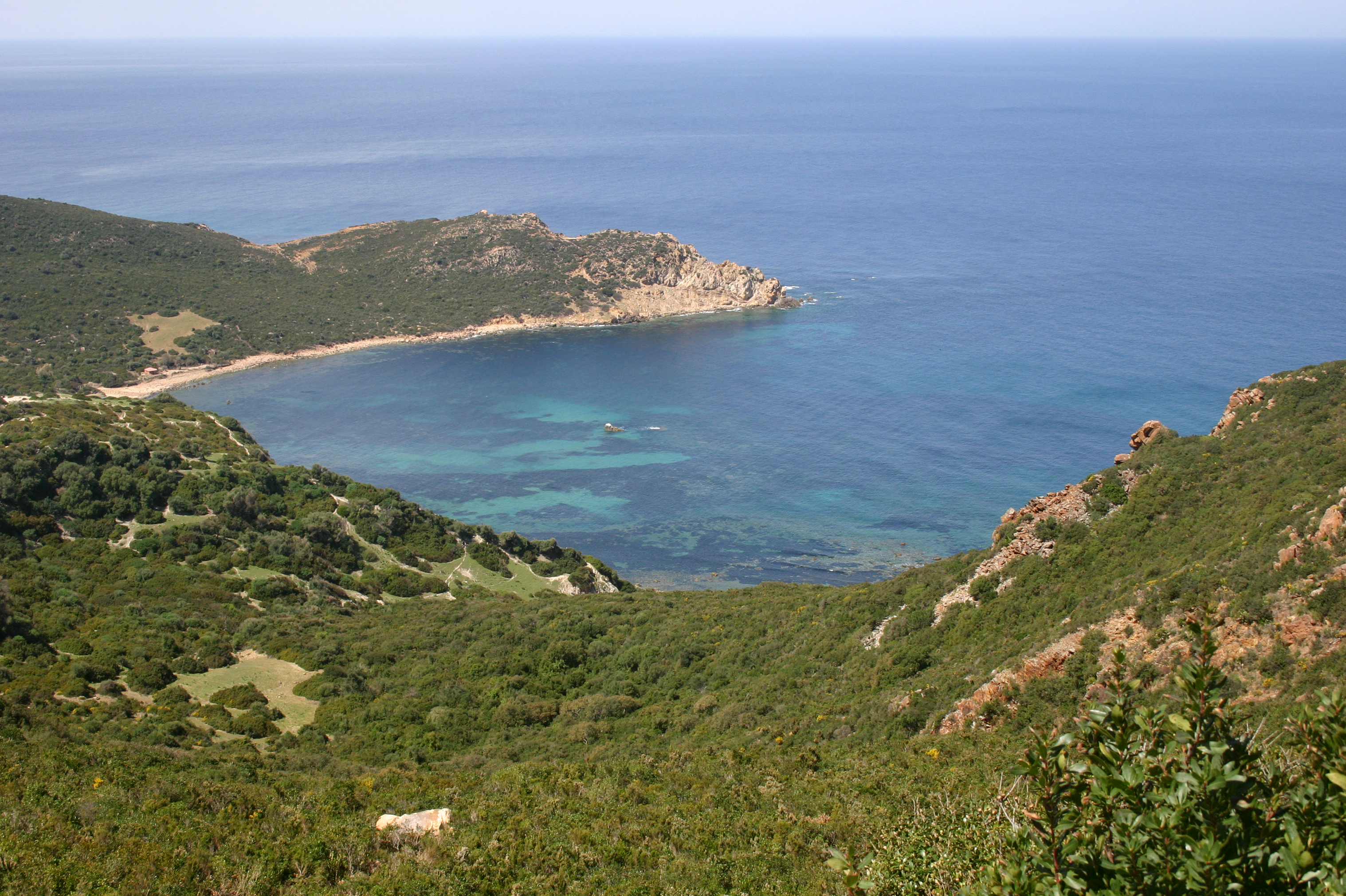
رأس طبرقة

رأس طبرقة هو رأس يقع غربي الساحل الشمالي للبلاد التونسية، قرب مدينة طبرقة.
| رأس طبرقة |